# Theodor Nordström
Carl Fredrik Theodor Nordström i riksdagen kallad Nordström i Stockholm och Nordström i Örebro, född 31 augusti 1843 i Helsingfors, död 30 juni 1920 i Stockholm, var en i Sverige verksam finlandssvensk geolog, riksdagsman och landshövding.

## Biografi
Theodor Nordström var son till riksarkivarien Johan Jakob Nordström och Anna Kristina Synnerberg. Han blev student vid Uppsala universitet 1861, filosofie doktor där 1869 och deltog som geologisk expert vid Adolf Erik Nordenskiölds expedition till Grönland 1870. Han var extra elev vid Bergsskolan i Stockholm 1871–1872, tjänstgjorde därefter vid Sveriges geologiska undersökning (SGU), Kungliga Tekniska högskolan och Bergsstaten. Han blev gruvingenjör i Sala bergslag 1879 och var bergshauptman där 1881–1886. Sistnämnda år blev han sekreterare i Kommerskollegium, 1888 tillförordnad och 1891 ordinarie kommerseråd och byråchef för bergsärenden. År 1897 efterträdde han Rudolf Cronstedt som generaldirektör för Statens Järnvägar och blev 1904 landshövding i Örebro län, en befattning han behöll till 1911. Från 1906 var han även ordförande i nämnda läns hushållningssällskap.
Han var riksdagsledamot i andra kammaren för Stockholms stads valkrets 1897–1905, där han inte slöt sig till något av de mer formella partibildningarna. År 1898 betecknade han sig som vilde, 1899 ingick han i den liberalt präglade Friesenska diskussionsklubben, men 1900–1905 kallade han sig vänstervilde. Han ägnade stort intresse åt järnvägsfrågor, bland annat beträffande den 1898 beslutade banan mellan Gällivare och Riksgränsen. 
Bland hans övriga uppdrag kan nämnas att han 1883 kallades att som sakkunnig biträda chefen för Civildepartementet vid utarbetandet av en ny gruvstadga, att han var ledamot av kommittéerna angående apatittillgången i Norrbottens län (1889–1890), angående distriktsindelning för yrkesinspektioner (samma år), angående gruvstadgan (1890–1892), ordförande i kommittén för den lägre tekniska undervisningens ordnande 1907, vars betänkande avgavs i juli 1913, ledamot av Stockholms stadsfullmäktige 1892–1897 samt därunder medlem av beredningsutskottet och ordförande i gasverksstyrelsen (1895–1897).
Nordström visade stort intresse för restaureringen av Örebro slott och företog resor till bland annat Nordamerika, Sibirien och Sydafrika. Han publicerade även uppsatser i olika vetenskapliga tidskrifter, däribland "Jernkontorets annaler", "Geologiska föreningens i Stockholm förhandlingar" och "Nationalekonomiska föreningens förhandlingar" samt skrev en mängd artiklar på det bergstekniska området i Nordisk familjeboks första upplaga. År 1900 blev han ledamot av Vetenskapsakademien.